# مالکیت فکری
مالکیت فکری یا مالکیت معنوی (به لاتین: Intellectual Property) مالکیت بر دارایی های غیر مشهود می باشد و به حقوقی گفته می‌شود که به صاحبان آن حق بهره‌وری از اندیشه و خلاقیت را می‌دهد و ارزش اقتصادی و قابلیت دادوستد دارد؛ ولی موضوع آن شیء معین مادی نیست. حقوق پدیدآورندگان آثار ادبی یا هنری معروف به حق مؤلف یا حق تکثیر، حق اختراع،حق تاجران و صنعتگران نسبت به علائم تجاری ،طرح صنعتی و اسرار تجاری معروف به مالکیت صنعتی از انواع مالکیت‌های فکری/معنوی می باشد.
اموال فکری از اموال منقول هستند که متضمن خلاقیت (ابتکار) و تخیل هستند و معمولاً به عنوان «آفریده‌های فکری» شناخته می‌شوند. کپی رایت (حق تکثیر)، علائم تجاری، اسرار تجاری و حق اختراع‌ها از اقسام مالکیت فکری هستند.
برخی نویسندگان نام «مالکیت‌های فکری» را برای این حقوق ترجیح می‌دهند از آن جهت که منشأ این حقوق فکر و اندیشهٔ انسان است اما برخی دیگر واژهٔ «مالکیت معنوی» را مناسب‌تر می‌دانند از این جهت که برخی از این حقوق مانند سرقفلی بر اثر فکر و اندیشه تولید نمی‌شوند بلکه فقط به دلیل این که وجود مادی ندارد در قلمرو این حقوق جای می‌گیرند. مشخصات مشترک انواع مالکیتهای فکری غیرقابل لمس بودن، انحصاریت، قانونی بودن و محدود بودن به ناحیه خاص است.
تفاوت این نوع مالکیت با مالکیت کلاسیک در آن است که موضوع آن یک اثر فکری و تراوش‌های ذهنی انسان است و نه یک پدیدهٔ معین مادی. مالکیت فکری ماهیتی مرکب از حقوق مالی و حقوق غیرمالی و مربوط به شخصیت انسان دارد. این ماهیت ترکیبی به‌ویژه در زمانی که نویسنده‌ای حق انتشار اثر خود را به ناشر واگذار می‌کند مشخص می‌شود. چیزی که با این قرارداد منتقل می‌شود حق انتشار مادی و بهره‌برداری مالی از اثر است اما حق شخصی نویسنده برای دفاع از اثر و تجدیدنظر در آن باقی است و این بخش از حقوق وی که به حقوق معنوی یا حقوق اخلاقی شهرت دارد برخلاف دیگر حقوق مادی قابل انتقال نیست.
نسبت به واژهٔ مالکیت در نام این حقوق نیز این ایراد وارد شده که حقوق مربوط به پدیده‌های موضوع مالکیت فکری هرچند به مالکیت شباهت دارد ولی اوصاف مالکیت را ندارد.
بعضی محققان ادعا می‌کنند که حمایت از قوانین حق امتیاز علت اصلی موفقیت صنعتی سازی در انگلستان است. به‌طور مثال اهمیت این مقوله برای صنعت داروسازی در این است که گاهی برای تهیه یک داروی مؤثر تا ۲۰ سال زمان نیاز است که نیاز به ۲۰۰ محقق و پرسنل است که می‌تواند هزینه‌ای نزدیک به ۵۰۰ میلیون دلار آمریکا را در بر بگیرد و اینچنین سرمایه‌گذاری در صنعتی که دارو را به راحتی می‌توان با دانش داروسازی کپی برداری نمود، بدون وجود قوانین حق امتیاز پیش نمی‌رود.

## تاریخچه

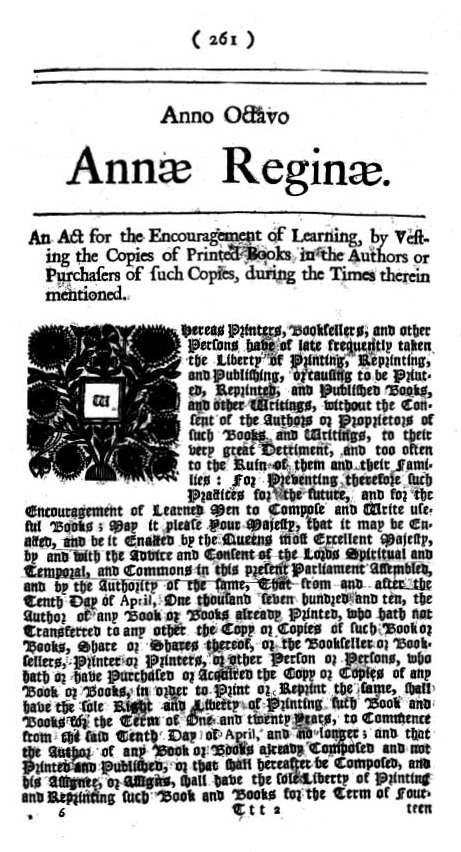
اساسنامه آن در سال ۱۷۱۰ لازم الاجرا شد

عبارت «مالکیت معنوی» برای اولین بار در سال ۱۹۷۹، در مقاله‌ای در مجله Monthly Review مورد استفاده قرار گرفت. اگرچه اولین مثال روشن از استفاده از این واژه در کاربرد امروزی، به سال ۱۸۰۸ بازمی‌گردد که این عبارت به عنوان تیتر مجموعه‌ای از مقالات مورد استفاده قرار گرفت. معادل آلمانی این عبارت (به آلمانی: Schutz des geistigen Eigentums)، هم همزمان با تأسیس کنفدراسیون آلمان شمالی و در تدوین قانون اساسی آن به کار رفته‌است که به کنفدراسیون، قدرت قانونی برای حمایت از مالکیت فکری اعطا می‌کند. در سال ۱۸۹۳ پس از ادغام هیئت اجرایی کنوانسیون پاریس (۱۸۸۳) و معاهده برن (۱۸۸۶) و نقل مکان آن‌ها به برن، عبارت مالکیت فکری در عنوان جدید آنها، اتحادیه بین‌المللی حمایت از مالکیت فکری، مورد استفاده قرار گرفت. این سازمان در سال ۱۹۶۰ به ژنو منتقل شد و در سال ۱۹۶۷ طی یک معاهدهٔ بین‌المللی به یکی از نمایندگی‌های زیرمجموعهٔ سازمان ملل متحد تبدیل شد و به سازمان جهانی مالکیت فکری تغییر نام داد. تا چندی پیش، هدف از قانون مالکیت فکری حمایت در سطح حداقلی برای تشویق افراد به نوآوری بود؛ بنابراین روال تاریخی به این صورت بوده‌است که مالکیت فکری فقط در مواقع ضروری و برای تشویق نوآوری، و آن هم به صورت محدود از نظر حوزه و زمان اعطا می‌شده‌است.

## حقوق مالکیت فکری
حقوق مالکیت فکری شامل دو دسته حقوق معنوی و حقوق مادی است. مالکیت معنوی صرفاً جنبهٔ اعتباری و معنوی دارد و به مالک آن امکاناتی برای حفاظت از مالکیت خود می‌دهد؛ مثلاً نویسندهٔ یک کتاب، به جز این که نامش به عنوان پدیدآورنده اثر برده می‌شود، می‌تواند اجازه انتشار آن را بدهد (یا مانع از نشر شود) و همچنین جلوی تحریف آن را بگیرد. دسته دیگر مالکیت فکری حقوق مادی است که شامل اعطای بهره‌برداری مالی و منافع تجاری حاصل از مالکیت فکری و در نتیجه اعطای درآمدهای حاصل به مالک مادی، که شخص حقیقی یا حقوقی است، می‌شود. حقوق معنوی به هیچ عنوان قابل واگذاری نیست، اما حقوق مادی قابل خرید و فروش است. به عنوان مثال، کارمند بخش تحقیق و توسعه یک شرکت تجاری که در حین انجام وظیفهٔ خود به اختراعی دست پیدا می‌کند، مالک معنوی آن اختراع است. اگرچه مالکِ مادیِ آن اختراع شرکت تجاریِ محل دستیابی به اختراع خواهد بود.

## در ایران
متولی مالکیت صنعتی در  ایران مرکز مالکیت معنوی وابسته به سازمان ثبت اسناد و ملاک کشور و قوه قضاییه می باشد که وظیفه ثبت و حمایت از دارایی های غیر ملموس مثل اختراع ، طرح های صنعتی و علائم تجاری بر عهده این مرکز است.
مقررات مختلفی در ایران در مورد مالکیت فکری وجود دارد. «قانون ثبت علائم و اختراعات» مصوب ۱۳۱۰ و آئین‌نامهٔ اصلاحی آن مصوب ۱۳۳۸ به حق مخترع و مالکیت فکری در حوزهٔ صنعت و تجارت می‌پردازند. یک پیمان بین‌المللی معروف به «اتحادیهٔ پاریس برای حمایت از مالکیت صنعتی و تجارتی و کشاورزی» مصوب ۱۸۸۳، که ایران در سال ۱۳۳۷ به آن ملحق شده، از دیگر اسناد قانونی ایران در این زمینه‌است. در زمینهٔ حق مؤلف و هنرمند نیز قانون حمایت حقوق مؤلفان و مصنفان و هنرمندان مصوب ۱۳۴۸ و آئین‌نامهٔ اجرائی آن مصوب ۱۳۵۰ در کنار «قانون ترجمه و تکثیر کتب و نشریات و آثار صوتی» مصوب ۱۳۵۲ از منابع قانونی در حقوق ایران در این زمینه‌است.
در قوانین ایران مهم‌ترین معیار برای حمایت قانونی از آثار هنری و ادبی مبتکرانه بودن اثر است؛ یعنی باید چیزی از قریحه و خلاقیت و ابتکار هنرمند در اثر او منعکس شود تا بتواند مدعی مالکیت بر آن اثر باشد. انتشار و بازنشر آثار بدون اجازه پدیدآورنده اثر جرم محسوب می‌شود و ۳ تا ۶ ماه حبس برای آن در نظر گرفته شده‌است. ضمن اینکه زیان‌دیده می‌تواند درخواست جبران ضرر و زیان خود را داشته باشد.
از نظر جهانی نیز جایگاه ایران در خصوص رعایت حقوق مالکیت فکری خوب نیست. نتایج گزارش شاخص بین‌المللی حقوق مالکیت (IPRI) که با بررسی وضعیت ۱۲۹ کشور جهان تهیه شده‌است، نشان می‌دهد، رتبه ایران در تأمین حقوق مالکیت فکری از جایگاه ۱۰۷ در سال ۲۰۱۲ به ۱۰۸ در سال ۲۰۱۵ تنزل یافته‌است.

### رشتهٔ دانشگاهی
در حال حاضر رشته‌ای به نام حقوق مالکیت‌های فکری از گرایش‌های کارشناسی ارشد رشتهٔ حقوق در برخی از دانشگاه‌های سراسری من جمله دانشگاه تهران، دانشگاه شهید بهشتی، دانشگاه قم، دانشگاه علامه طباطبایی و دانشگاه تربیت مدرس تدریس می‌گردد که دارای دروس اصلی و اختیاری و پیش نیاز و پایان‌نامه است. در حال حاضر در مقطع دکتری چنین گرایشی در ایران تدریس نمی‌گردد و داوطلبان بایستی برای ادامه تحصیل گرایش دیگری را انتخاب یا به دانشگاه‌های خارج کشور مراجعت نمایند.